# مفارقة باناخ وتارسكي

الكرة يمكن أن تـُكـَسـَّـر إلى عدد محدود من فئات النقاط، ثم يعاد تجميعها في كرتين مماثلتين للكرة الأصلية.

مفارقة باناخ-تارسكي تنص هذه المفارقة أنه إذا قمت بتقسيم كرة ذات حجم أو قطر يساوي «أ» بطريقة معينة ثم قمت بتجميع هذه الأجزاء بطريقة معينة، فإنه يمكنك أن تكون كرتين من الحجم أو القطر «أ».
المفارقة تكمن في أن هناك حجماً مضافاً لا يعلم مصدره. باناخ وتارسكي برهنا صحة وإمكانية وجود هذه الظاهرة رياضياُ ونظرياً ولكن فقط وفقاً لمبدأ بديهية الاختيار ولقد اعتبراها نقداً لصحة هذا المبدأ الذي طالما كان مثيرا للجدل. حيث أن جميع القوانين المستخدمة في الإثبات تحفظ الحجم وبهذا يكون الخطأ راجع للمبدأ. فعند استخدام مبدأ غرابة الاختيار -المرشح حديثاً كبديل- مثلا لا يمكن إثبات المفارقة. ولكن علماء الرياضيات البحتة لا زالوا يتمسكون بالمبدأ لاعتقادهم بوجود خطأ في مكان ما في مثل هذا الإثباتات غير المنطقية.